# Refugee (hudební skupina)
Refugee byla britská progresivně rocková skupina. Skupinu založili Patrick Moraz a dva dřívější členové skupiny The Nice Lee Jackson a Brian Davison. Skupina vydala jediné album Refugee v roce 1974.